# Ханштеттен
Ханштеттен (нем. Hahnstätten) — община в Германии, в земле Рейнланд-Пфальц.
Входит в состав района Рейн-Лан. Подчиняется управлению Ханштеттен. Население составляет 2821 человек (на 31 декабря 2010 года). Занимает площадь 10,70 км².